# Popis hrvatskih veleposlanika u Moldaviji
Republika Hrvatska i Republika Moldova održavaju diplomatske odnose od 20. srpnja 1992. Sjedište veleposlanstva je u Bukureštu.

## Veleposlanici
Hrvatska nema rezidentno veleposlanstvo u Moldovi. Veleposlanstvo Republike Hrvatske u Rumunjskoj pokriva Republiku Moldovu.
| Veleposlanik              | Postavljenje       | Opoziv              | Sjedište |
| ------------------------- | ------------------ | ------------------- | -------- |
| Nikola Debelić            | 21. prosinca 1993. |                     | Bukurešt |
| Niko Bezmalinović         | 29. travnja 1997.  | 31. listopada 2000. | Bukurešt |
| Željko Kuprešak           | 4. ožujka 2002.    | 28. veljače 2006.   | Bukurešt |
| Ivica Maštruko            | 4. rujna 2006.     | 30. studenoga 2009. | Bukurešt |
| Andrea Gustović Ercegovac | 21. srpnja 2011.   | 31. srpnja 2015.    | Bukurešt |
| Davor Vidiš               | 10. prosinca 2015. |                     | Bukurešt |

## Vanjske poveznice
- Moldova na stranici MVEP-a